# Bematistes ras
Bematistes ras är en fjärilsart som beskrevs av Ungemach 1932. Bematistes ras ingår i släktet Bematistes och familjen praktfjärilar. Inga underarter finns listade i Catalogue of Life.